# Hemskär, Ingå
Hemskär är en ö i Finland. Den ligger i Finska viken och i kommunen Ingå i den ekonomiska regionen  Raseborg i landskapet Nyland, i den södra delen av landet. Ön ligger omkring 65 kilometer väster om Helsingfors.
Öns area är 3,1 hektar och dess största längd är 330 meter i öst-västlig riktning. Ön höjer sig omkring 20 meter över havsytan.